# Sonates per a piano (Beethoven)

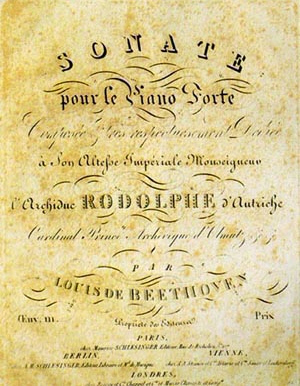
Portada de la primera edició de la Sonata Op. 111, amb la dedicatòria a l'Arxiduc Rodolf d'Àustria.

Les Sonates de Ludwig van Beethoven són un conjunt de composicions per a piano sol compostes per Beethoven entre 1795 i 1822; va compondre 32 sonates per a piano. Encara que al principi no pretén ser un tot significatiu, en el seu conjunt constitueixen una de les col·leccions més importants de composicions de la història de la música. Hans von Bülow les va anomenar "El Nou Testament" de la música, ja que la denominació "Antic Testament" de la música correspon a l'obra per a teclat El clavecí ben temperat de Johann Sebastian Bach.
Les sonates per a piano de Beethoven van arribar a ser vistes com el primer cicle de les principals peces per a piano adaptades a la interpretació en una sala de concerts. En ser adequades tant per a l'execució en privat com en públic, la forma de les sonates de Beethoven representen "un pont entre el món de música de saló i la de la sala de concerts".

## Llista de sonates
Opus 2: Tres sonates per a piano (1795)
- No. 1: Sonata per a piano núm. 1 en fa menor
- No. 2: Sonata per a piano núm. 2 en la major
- No. 3: Sonata per a piano núm. 3 en do major

Opus 7: Sonata per a piano núm. 4 en mi bemoll major ("Gran Sonata") (1797)
Opus 10: Tres sonates per a piano (1798)
- No. 1: Sonata per a piano núm. 5 en do menor
- No. 2: Sonata per a piano núm. 6 en fa major
- No. 3: Sonata per a piano núm. 7 en re major

Opus 13: Sonata per a piano núm. 8 en do menor ("Patètica") (1798)
Opus 14: Dos sonates per a piano (1799)
- No. 1: Sonata per a piano núm. 9 en mi major (també arranjada per Beethoven per al Quartet de corda en fa major, (H 34) el 1801)
- No. 2: Sonata per a piano núm. 10 en sol major

Opus 22: Sonata per a piano núm. 11 en si bemoll major (1800)
Opus 26: Sonata per a piano núm. 12 en la bemoll major ("Marxa fúnebre") (1801)
Opus 27: Dos sonates per a piano (1801)
- No. 1: Sonata per a piano núm. 13 en mi bemoll major 'Sonata quasi una fantasia'
- No. 2: Sonata per a piano núm. 14 en do sostingut menor 'Sonata quasi una fantasia' ("Clar de lluna")

Opus 28: Sonata per a piano núm. 15 en re major ("Pastoral") (1801)
Opus 31: Tres sonates per a piano (1802)
- No. 1: Sonata per a piano núm. 16 en sol major
- No. 2: Sonata per a piano núm. 17 en re menor ("Tempesta")
- No. 3: Sonata per a piano núm. 18 en mi bemoll major ("La caça")

Opus 49: en per a piano (1805)
- No. 1: Sonata per a piano núm. 19 en sol menor
- No. 2: Sonata per a piano núm. 20 en sol major

Opus 53: Sonata per a piano núm. 21 en do major ("Waldstein") (1803)
- WoO 57: Andante Favori — Moviment central original de la Sonata "Waldstein" (1804)

Opus 54: Sonata per a piano núm. 22 en fa major (1804)
Opus 57: Sonata per a piano núm. 23 en fa menor ("Appassionata") (1805)
Opus 78: Sonata per a piano núm. 24 en fa sostingut major ("A Thérèse") (1809)
Opus 79: Sonata per a piano núm. 25 en sol major (1809)
Opus 81a: Sonata per a piano núm. 26 en mi bemoll major ("Les adieux/Els adéus") (1810)
Opus 90: Sonata per a piano núm. 27 en mi menor (1814)
Opus 101: Sonata per a piano núm. 28 en la major (1816)
Opus 106: Sonata per a piano núm. 29 en si bemoll major ("Hammerklavier") (1819)
Opus 109: Sonata per a piano núm. 30 en mi major (1820)
Opus 110: Sonata per a piano núm. 31 en la bemoll major (1821)
Opus 111: Sonata per a piano núm. 32 en do menor (1822)

## Interpretacions i enregistraments
El primer pianista a interpretar el conjunt de 32 sonates en un sol cicle de concerts fou Hans von Bülow; les tocà de memòria. Posteriorment, d'altres ho han fet, com Artur Schnabel (que també ho feu de memòria), Roger Woodward, i Michael Houstoun, que ha tocat el cicle complet de sonates en dues ocasions (als 40 anys i, el 2013, als 60 anys). Després, ho han fet molts altres pianistes, com Wilbur R. Schnitker que en quinze dies va fer vuit recitals, sempre de memòria.
Pel que fa als enregistraments, el primer va ser Artur Schnabel, que va enregistrar la integral de totes les sonates per a EMI entre 1932 i 1935. Altres pianistes que ho han fet posteriorment són Claudio Arrau, Vladímir Aixkenazi, Wilhelm Backhaus, Daniel Barenboim, Alfred Brendel, Annie Fischer, Maria Grinberg, Friedrich Gulda, Jenő Jandó, Wilhelm Kempff, Maurizio Pollini i András Schiff. Emil Gilels també va començar a gravar-les, però va morir abans que pogués acabar-ho.